# Gido Vermeulen
Gido Vermeulen (ur. 6 października 1964 roku w Amsterdamie) – trener siatkarski, obecnie szkoleniowiec reprezentacji Egiptu, były selekcjoner kobiecych reprezentacji Holandii i Hiszpanii oraz reprezentacji Holandii juniorów.

## Kariera trenerska
Z holenderskimi siatkarzami zajął 9. miejsce w mistrzostwach Europy we Włoszech i Bułgarii w 2015 i 14. miejsce w mistrzostwach Europy w Polsce w 2017 roku, a także 3. miejsce w II dywizji Ligi Światowej w 2016 i 4. w 2017 roku. Jego największym osiągnięciem w pracy z holenderskimi siatkarkami był finał II dywizji World Grand Prix w 2014 roku. Sukcesy odnosił też z juniorami reprezentacji Holandii. W 2004 roku zdobył brązowy medal mistrzostw Europy, a w 2005 tuż zajął czwarte miejsce w mistrzostwach świata. Na swoim koncie ma także kilka medali mistrzostw Holandii oraz Puchar CEV, wywalczony z żeńską drużyną z Neapolu.